# Zito
José Ely de Miranda, celosvětově známý spíše jako Zito (18. srpna 1932, Roseira – 14. června 2015, Santos), byl brazilský fotbalista. Hrával na pozici záložníka.
S brazilskou reprezentací vyhrál mistrovství světa roku 1958 a za čtyři roky i světový šampionát v Chile. Za výkony na chilském mistrovství byl federací FIFA zpětně zařazen do all-stars týmu. Zúčastnil se i světového šampionátu v Anglii roku 1966, ale do bojů nezasáhl. Za brazilský národní tým odehrál 46 zápasů, v nichž vstřelil 3 branky.
Celou svou hráčskou kariéru (1952–1967) strávil v jediném klubu – FC Santos. Dvakrát s ním vyhrál nejprestižnější jihoamerickou klubovou soutěž, Pohár osvoboditelů (Copa libertadores), a to v letech 1962 a 1963. Ve stejných ročnících se Santosem také vždy následně získal Interkontinentální pohár. V dresu Santosu odehrál 727 ligových utkání. Pracoval i jako sportovní ředitel tohoto klubu.
Zemřel 14. června 2015 ve věku 82 let na následky choroby.